# Цариградска библиотека
Цариградска библиотека или Царска библиотека Константинопоља је била библиотека која се традиционално сматра последњом великом библиотеком античког света. Основао ју је средином 4. века тадашњи цар Констанције II (317—361), пре свега вођен религијским мотивима, односно настојањем да се хришћански текстови са папируса, који се брзо распадао у европској клими, пребаце, односно препишу на трајнији пергамент. 

## Историја
372. године цар Валенс, Констанцијев наследник је унајмио седморицу калиграфа са намером да вредне хришћанске манускрипте пребаци са папаируса на пергамент. Иако су предност имали хришћански текстови, библиотека је нарасла, односно међу преписивани текстовима су се нашли и ранија, пред-хришћанска дела класичне грчке и римске књижевности. 473. године је део књига изгорео у пожару. 
Према историчару Зосими из Константинопоља, за време цара Јулијана Апостате (331—363), библиотеке је била смештена у царском трему, где су се налазили сви списи које је цар Јулијан Апостата поседовао. Неуморно је набављао нове списе и са већом пажњом је вршио преглед библиотеке него осталих царских ризница. Велики антички историчар Амијан Марцелин (325/335 - око 400.) описује цара Јулијана Апостату као библиомана.
У Теодосијевом кодексу (14.9.2) налази се белешка да је 372. године цар Валенс (328-378. г.) наредио да се запосле седморица писара (четворица за грчки и тројица за латински текст) и неколико сарадника који ће водити бригу о библиотеци. На основу овог податка, знамо да је дворска библиотека поседовала грчке и латинске списе, који вероватно нису били смештени одвојено.
Цар Теодосије II (408—450) је 425. године издао је декрет о оснивању Цариградског универзитета, на коме су се налазиле катедре за изучавање граматике, реторике, права и филозофије. Највероватније је у склопу универзитета уврштена и дворска библиотека, која је полако добијала статус централне библиотеке у Византијском царству. Према белешки византијског хроничара и теолога Јована Зонаре (12. век), у библиотеци се налазило око 120.000 томова пре него што је настрадала у пожару 475. године. После пожара извршена је рестаурација фонда.
Библиотечки фонд дворске библиотеке није садржао само хришћанске списе него и списе које припадају хеленској баштини. Не зна се тачно ко је користио фонд библиотеке. Могуће је да је у почетку коришћење фонда било намењено само члановима царске фамилије, онима који су служили на двору и одабраној групи научника. Од периода када је Теодосије II основао Цариградски универзитет, дворска библиотека имала је сврху Универзитетске библиотеке.
Библиотека је коначно уништена 1204. за време Четвртог крсташког рата. Њене остатке је касније преузео отомански султан Мехмед II Освајач након пада Цариграда 1453.